# Aeropuerto de Ercan
El Aeropuerto de Ercan (en turco: Ercan Uluslararası Havalimanı) (código IATA: ECN - código ICAO: LCEN) es el principal aeropuerto de la República Turca del Norte de Chipre, Estado con reconocimiento limitado. Está localizado cerca de Ercan (Tymbou en griego), en el noreste de Nicosia, y no es internacionalmente reconocido como puerto de entrada legal excepto por Turquía, la propia República Turca del Norte de Chipre y Azerbaiyán, aunque este último país solo permite vuelos chárter directos desde su capital, Bakú.

## Aerolíneas y destinos
| Aerolíneas          | Destinos                                                                              |
| ------------------- | ------------------------------------------------------------------------------------- |
| AnadoluJet          | Adana, Ankara, Antalya, Gaziantep, Hatay, Estambul–Sabiha Gökçen, Esmirna, Trebisonda |
| Fly Kıbrıs Airlines | Adana, Ankara, Antalya, Estambul, Esmirna Seasonal: Bodrum                            |
| Pegasus Airlines    | Adana, Ankara, Antalya, Gaziantep, Hatay, Estambul–Sabiha Gökçen, Esmirna, Kayseri    |
| SunExpress          | Esmirna                                                                               |
| Turkish Airlines    | Antalya, Estambul                                                                     |